# 利物浦 (伊利諾伊州)
利物浦（英語：Liverpool）是位於美國伊利諾伊州富爾頓縣的一個村落。

## 地理
利物浦的座標為40°23′27″N 90°00′03″W / 40.39083°N 90.00083°W，而該地最高點為海拔高度136米（即445英尺）。

## 人口
根據2010年美國人口普查的數據，利物浦的面積為0.22平方千米，當中陸地面積為0.22平方千米，而水域面積為0.00平方千米。當地共有人口129人，而人口密度為每平方千米586人。